# کلودیو ریانو
کلودیو ریانو (انگلیسی: Claudio Riaño؛ زادهٔ ۴ اوت ۱۹۸۸) بازیکن فوتبال اهل آرژانتین است.
از باشگاه‌هایی که در آن بازی کرده‌است می‌توان به باشگاه اتلتیکو ایندپندینته و باشگاه فوتبال بوکا جونیورز اشاره کرد.